# The Runner (película)
The Runner es una película de crimen protagonizada por Ron Eldard y Courteney Cox. Fue dirigida por Ron Moler. 

## Trama
En la película, un joven (Ron Eldard) con una adicción al juego ha logrado meterse en una apuesta seria al perder todo su dinero. En un esfuerzo para pagar a los corredores de apuestas, su tío le consigue un trabajo como gánster llamado Deepthroat (interpretado por John Goodman), quién necesita un "corredor" para realizar apuestas con varios corredores de apuestas. El gánster mantiene su nuevo "corredor" en una correa corta, y en su mayor parte, el joven jugador se comporta. Sin embargo, la tentación de caminar por ahí con grandes sumas de dinero en efectivo resulta ser muy bueno, y el "corredor" pone su trabajo y su supervivencia en la línea cuando se sumerge en los fondos de su jefe para comprar un anillo para su novia, interpretada por Cox.
La banda sonora contiene canciones interpretadas por Nick Cave and the Bad Seeds y Douglas September.

## Elenco
- Ron Eldard
- Courteney Cox
- John Goodman como Deepthroat, el jefe poderoso
- Joe Mantegna
- Bokeem Woodbine